# Burmalindenia imperfecta
Burmalindenia imperfecta is een fossiele libelle uit het Krijt. Het is de oudste gevonden soort binnen de infraorde Anisoptera. Het holotype van deze soort is gevonden in burmiet.